# Metoxypilus costalis
Metoxypilus costalis är en bönsyrseart som beskrevs av John Obadiah Westwood 1889. Metoxypilus costalis ingår i släktet Metoxypilus och familjen Amorphoscelidae. Inga underarter finns listade i Catalogue of Life.